# 鎌田正幸
鎌田 正幸（かまだ まさゆき）は、NHKの元エグゼクティブアナウンサー。現在はシニアスタッフ。

## 人物
北海道小樽市出身。北海道小樽千秋高等学校を経て東京理科大学理工学部卒業後、1972年入局。主に地元北海道の各放送局などで勤務し（北海道内の勤務は15年）、1995年のラジオセンター異動後は日本語センター出向中だった時期も含めて主にラジオ畑を歩んできた。2012年度をもって、嘱託職を最後に引退したが、その後もひるのいこい等の番組を担当する機会があり、不定期ではあるものの、首都圏向けのローカルニュース（ラジオニュース）を伝える事もある。

## 現在の出演番組
ラジオニュース(不定期で担当)

## 過去の出演番組
- リクエストアワー（岐阜局）
- 北海道中ひざくりげ旅人（総合テレビ・北海道ローカル、1987年－1992年。 2004年頃の「北海道スペシャル」内で放送された400回記念スペシャルでも番組に登場している）
- きょうの料理 この土地この味「夏を呼ぶ北海シマエビ料理」～北海道別海町・尾岱沼～（1993年）
- きょうも元気でわくわくラジオ（土曜担当　ラジオセンターから一時期日本語センターに出向していた時期も担当）
- 手話ニュース845（Eテレ　ニュースリーダー。日本語センターに出向していた時期に担当）

※いずれもラジオ第1、◎印はFMでも放送。
- 歌の日曜散歩（～2013年3月17日）
- 文芸選評（1997年～2013年3月16日）
- 夏休み子供科学電話相談（2010年度は8月23日～27日の第4週。2011年度は8月1日～5日の第3週を担当）
- ◎ひるのいこい（土曜担当）

※最近では2014年3月22日に担当。
- ◎気象情報・交通情報（「文芸選評」「歌の日曜散歩」に引き続き出演・関東ローカル。ただし、場合によって（公開放送など）は別のアナウンサーが担当[3]）

※上記の番組は日本語センターに出向していた時期も担当していた。
- 二本の木（2010年5月4日、総合テレビ 祝日特集ドキュメンタリー番組のナレーション）

※さらに、ラジオ第1の「日曜討論」開始・終了時のアナウンスも担当。
- ラジオニュースキャスター（2021年7月17日～7月18日：午後8時、午後9時、午後10時、午後11時、午前0時、午前1時、午前2時）[4]